# IMAM Ro.63

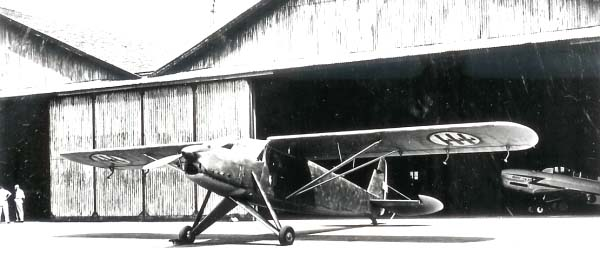

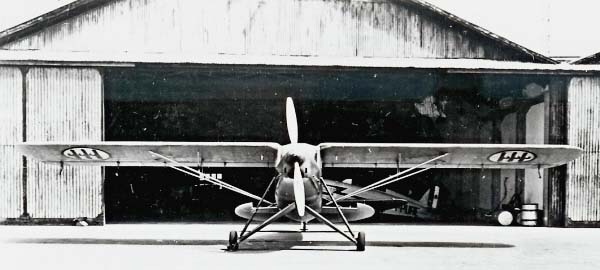

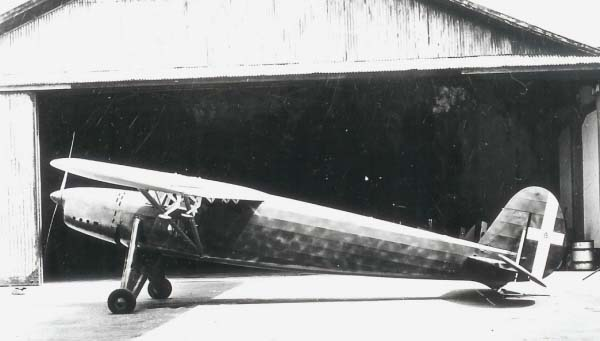

IMAM Ro.63 là một loại máy bay STOL của Italy, được thiết kế cho nhiệm vụ trinh sát tầm gần và vận tải hạng nhẹ trong Chiến tranh thế giới II.

## Quốc gia sử dụng
Ý
- Regia Aeronautica

## Tính năng kỹ chiến thuật (Ro.63)
Dữ liệu lấy từ Italian Civil and Military aircraft 1930-1945
Đặc tính tổng quan
- Kíp lái: 1
- Sức chứa: 1 - 2
- Chiều dài: 9,60 m (31 ft 6 in)
- Sải cánh: 13,500 m (44 ft 3,5 in)
- Chiều cao: 2,35372 m (7 ft 8,666 in)
- Trọng lượng có tải: 1 kg (2,332 lb)
- Trọng lượng cất cánh tối đa: 1 kg (3,267 lb)[chuyển đổi: tùy chọn không hợp lệ]
- Động cơ: 1 × Hirth HM 508D , 190 kW (250 hp)

Hiệu suất bay
- Vận tốc cực đại: 203 km/h; 109 kn (126 mph)
- Tầm bay: 901 km; 487 nmi (560 mi)